# Долфен, Питер
Питер Джеймс Долфен (англ. Peter James Dolfen, 21 мая 1880 — 31 мая 1947) — американский стрелок, олимпийский чемпион.
Питер Долфен родился в 1880 году в Хартфорде, штат Коннектикут. В 1912 году на Олимпийских играх в Стокгольме он стал чемпионом в стрельбе из произвольного пистолета в командном первенстве, а в личном первенстве завоевал серебряную медаль. Также он соревновался в стрельбе из дуэльного пистолета, но в этой дисциплине стал лишь 16-м.